# Ивон Страховски
Ивон Страховски (на английски: Yvonne Strahovski) (по рождение  Ивон Стшеховска на полски: Yvonne Strzechowska) е австралийска актриса от полски произход. Във филмовата ѝ кариера фигурират както австралийски, така и американски филми. Тя променя фамилията си на Страховски за ролята си в американския сериал Чък по молба на продуцента Джош Шварц, за да се произнася по-лесно.
През 2009 г. Ивон Страховски е поставена на 94 място в класацията на списание Максим „Стоте най-секси жени на света“. През 2010 е на 77 място в същата класация – 17 позиции по-напред. През 2010 тя получава наградата Teen Choice за най-добра актриса в екшън-сериал за участието си в „Чък“. През същата година е на първа място в списъка със стоте най-сексапилни жени в телевизията, класация на BuddyTV.

## Ранни години
Родена е в град Сидни, Нов Южен Уелс, Австралия на 30 юли 1982 г. Родителите ѝ са полски емигранти - Пьотр и Божена Стшеховски, които идват от Варшава, Полша. Професиите им са съответно електронен инженер и лаборантка. Ивон научава, както полски, така и английски език, който говори с австралийски акцент. 
Тя прекарва гимназиалното си обучение в колежа „Св. Сабина“ в Стретфилд. Завършва Университета в Западен Сидни. дипломирайки се с отличен успех и получавайки бакалавърска степен.

## Кариера
Първата й роля е на Вайола в училищната постановка Дванадесета нощ. през 2003 г. Сред първите й изява в Австралия са и участия във филми и телевизионни продукции (след дипломирането си участва в 3 такива), включително в сатиричното шоу Double the Fist, както и роля в австралийския драматичен сериал HeadLand. Участва и в сериала на Канал 9 „Морски патрул“.
Тя изпраща своя запис за прослушване за сериала „Чък“, докато участва в САЩ в кастинги за роли и в други сериали, сред които и Bionic Woman на NBC през 2007 година. Изпраща касетата си докато чака отговор от две други места. Продуцентите на „Чък“ се свързват нея на следващия ден, за да направи репетиция със Закари Леви. Седмица по-късно е избрана за ролята на Сара Уокър  и 6 месеца по-късно се мести в Съединените щати. Страховски владее перфектен полски, с който си служи в кратък диалог с колега в епизода на „Чък“ „Chuck Versus the Wookiee“ и още веднъж в „Chuck Versus the Three Words“, както и в „Chuck Versus the Honeymooners“. Въпреки че ролята ѝ в сериала е на американка, тя говори с австралийски акцент в епизода „Chuck Versus The Ex“.
Страховски участва в Mass Effect Galaxy и Mass Effect 2 като гласа на Миранда Лоусън. Лицето ѝ е сканирано и анимирано за тази нейна роля в Mass Effect 2. Гласът й е използван за образа на Ая Брий в английската версия на „Третият рожден ден“, спин-оф на поредицата „Паразитът Ийв“, пуснат през март 2011 за PlayStation Portable. Превъплъщава се и в ролята на Серена, съпругата на командир Уотърфорд - един от главните персонажи в сериала на MGM, излъчван по HBO „Историята на прислужницата“ (The Handmaid's Tale).

## Личен живот
Мести се в Лос Анджелис през 2007 г., но посещава Австралия по работа. Тя признава, че сред най-големите трудности около преместването ѝ в САЩ е животът ѝ там без подкрепата на семейството и приятелите. След филмовите ѝ успехи, родителите ѝ също се местят в САЩ, за да са близо до нея.

## Филмография
| Година | Филм                                  | Роля           | Бележки                                                                       |
| ------ | ------------------------------------- | -------------- | ----------------------------------------------------------------------------- |
| 2007   | Gone                                  | Сондра         |                                                                               |
| 2007   | Persons Of Interest                   | Лара           |                                                                               |
| 2008   | The Plex                              | Сара           |                                                                               |
| 2008   | Каньонът                              | Лори           | Пуснат на: 23 октомври 2009                                                   |
| 2009   | И аз те обичам                        | Алис           | По кината от: 6 май 2010 (Австралия) DVD Release: 6 октомври 2010 (Australia) |
| 2009   | Небесни сенки                         | Джил           |                                                                               |
| 2010   | Matching Jack                         | Вероника       | По кината от: 19 август 2010 (Австралия)                                      |
| 2010   | LEGO: The Adventures of Clutch Powers | Пег Мууринг    |                                                                               |
| 2011   | Елитни убийци                         | Ани            |                                                                               |
| 2012   | The Outback                           | Миранда (глас) |                                                                               |
| 2012   | Гузен негонен                         | Джесика        |                                                                               |
| 2014   | Аз, Франкенщайн                       | Тера           |                                                                               |

| Година      | Заглавие           | Роля               | Епизоди | Бележки                  |
| ----------- | ------------------ | ------------------ | ------- | ------------------------ |
| 2004        | Double the Fist    | Сузи               | 1       | Епизод „Fear Factory“    |
| 2005 – 2006 | headLand           | Фрейа Луис         | 26      |                          |
| 2007        | Морски патрул      | Агент Мартина Ройс | 1       | Епизод „Cometh the Hour“ |
| 2007 – 2012 | Чък                | Сара Уокър         | 74      |                          |
| 2012 – 2013 | Декстър            | Хана Маккей        | 17      |                          |
| 2014        | 24: Не умирай днес | Кейт Морган        | 12      |                          |

### Видео игри
- 2009, Mass Effect Galaxy, Миранда Лоусън (глас и лице)
- 2010, Mass Effect 2, Миранда Лоусън (глас и лице).
- 2011, Третият рожден ден[19], Айа Брий